# 西江镇 (岷县)
西江镇，是中华人民共和国甘肃省定西市岷县下辖的一个乡镇级行政单位。

## 行政区划
西江镇下辖以下地区：
团结村、结扎村、南屏村、红古村、长青村、中山村、粗路村、甫洞村、牛坝村、瓦场村、大坪村、拉朱村、王仑村、青山村、哈岔村、富康村、唐家川村、八娘村和铁尺村。